# The Velvelettes
The Velvelettes, grupo femenino de soul formado en Detroit en 1963, formado por Betty Kelly, Sandra Tilley, Bertha Barbee, Norma Barbee, Carolyn Gill y Milly Gill. Consiguieron varios hits en Motown durante mediados de los '60; "He Was Really Sayin' Somethin'" o "Needle in a Haystack".
El grupo fue formado por Bertha Barbee en la Universidad del Este de Míchigan a principios de los '60, junto a Cal Gill, la cual por ese entonces solo tenía 14 años. Por alguien cercano a Berry Gordy consiguieron una prueba para Motown, donde entrarían y lanzarían su primer sencillo en 1963. Entre 1963 y 1967 muchos de los mejores productores de la compañía trabajaron con ellas; Norman Whitfield, Mickey Stevenson y Sylvia Moy. Una de las componentes originales del grupo, Betty Kelly, dejó la banda para unirse en 1964 a Martha & the Vandellas. Tan solo lanzaron media docena de singles, y empezaron a trabajar en un álbum, pero este nunca llegó a ver la luz. En 1970, tras tres años de decadencia, el grupo se separó. En 1984 algunas de ellas volvieron a los escenarios en una nueva forma del grupo.
- Datos: Q474979